# Chris Buck
Chris Buck (Kansas, 24 de fevereiro de 1958) é um diretor de cinema e roteirista norte-americano. Ele é mais conhecido por dirigir as animações Tarzan (1999), Surf's Up (2007) e Frozen (2013), que venceu o Oscar de Melhor Filme de Animação. Ele também trabalhou como supervisor de Pocahontas (1995) e Home on the Range (2004). O seu próximo filme será Frozen 2, a sequência do seu último filme que irá dirigir juntamente com Jennifer Lee.